# Diócesis de Machala
La diócesis de Machala (en latín: Dioecesis Machalensis) es una circunscripción eclesiástica de la Iglesia católica en Ecuador. Se trata de una diócesis latina, sufragánea de la arquidiócesis de Cuenca. Desde el 27 de septiembre de 2022 su obispo es Vicente Horacio Saeteros Sierra.

## Territorio y organización
La diócesis tiene 6188 km² y extiende su jurisdicción sobre los fieles católicos de rito latino residentes en la provincia de El Oro.
La sede de la diócesis se encuentra en la ciudad de Machala, en donde se halla la Catedral de Nuestra Señora de la Merced.
En 2021 en la diócesis existían 28 parroquias.

## Historia

### Prelatura territorial
La prelatura territorial de El Oro fue erigida el 26 de julio de 1954 mediante la bula Nos minime latet del papa Pío XII, derivando el territorio de la entonces diócesis de Guayaquil y de Loja. Silvio Luis Haro Alvear fue elegido como administrador apostólico en 1954.
Originalmente sufragánea de la arquidiócesis de Quito, el 11 de septiembre de 1961 mediante la bula Venerabilis Fratris del papa Juan XXIII pasó a formar parte de la provincia eclesiástica de Cuenca.

### Diócesis
El 31 de enero de 1969, en virtud de la bula Quem admodum del papa Pablo VI, la prelatura territorial fue elevada a diócesis y adoptó su nombre actual. Vicente Felicísimo Maya Guzmán, quien se desempeñaba como obispo prelado de El Oro, pasó a ser el primer obispo diocesano.
El 10 de noviembre de 1970, en virtud de la carta apostólica Adpetens Christi, el papa Pablo VI proclamó a la Santísima Virgen María, conocida con el nombre de Nuestra Señora de la Natividad de Chilla, como patrona principal de la diócesis.

## Estadísticas
Según el Anuario Pontificio 2022 la diócesis tenía a fines de 2021 un total de 587 097 fieles bautizados.
| Año                                                                             | Población            | Población | Población      | Sacerdotes | Sacerdotes    | Sacerdotes    | Bautizados por sacerdote | Diáconos permanentes | Religiosos | Religiosos | Parroquias |
| Año                                                                             | Bautizados católicos | Total     | % de católicos | Total      | Clero secular | Clero regular | Bautizados por sacerdote | Diáconos permanentes | Varones    | Mujeres    | Parroquias |
| ------------------------------------------------------------------------------- | -------------------- | --------- | -------------- | ---------- | ------------- | ------------- | ------------------------ | -------------------- | ---------- | ---------- | ---------- |
| 1966                                                                            | 171 600              | 172 000   | 99.8           | 25         | 21            | 4             | 6864                     |                      | 5          | 81         | 18         |
| 1970                                                                            | 218 000              | 220 000   | 99.1           | 54         | 50            | 4             | 4037                     |                      | 7          | 88         | 20         |
| 1976                                                                            | 250 000              | 268 027   | 93.3           | 25         | 19            | 6             | 10 000                   |                      | 10         | 74         | 21         |
| 1980                                                                            | 289 000              | 309 000   | 93.5           | 24         | 17            | 7             | 12 041                   |                      | 11         | 69         | 24         |
| 1990                                                                            | 420 000              | 430 000   | 97.7           | 27         | 13            | 14            | 15 555                   |                      | 17         | 65         | 49         |
| 1999                                                                            | 462 000              | 485 000   | 95.3           | 37         | 23            | 14            | 12 486                   |                      | 14         | 94         | 50         |
| 2000                                                                            | 489 000              | 512 000   | 95.5           | 38         | 23            | 15            | 12 868                   |                      | 15         | 104        | 50         |
| 2001                                                                            | 486 400              | 512 000   | 95.0           | 38         | 24            | 14            | 12 800                   |                      | 14         | 106        | 35         |
| 2002                                                                            | 486 000              | 512 000   | 94.9           | 38         | 21            | 17            | 12 789                   |                      | 17         | 106        | 31         |
| 2003                                                                            | 485 000              | 512 000   | 94.7           | 36         | 22            | 14            | 13 472                   |                      | 14         | 118        | 33         |
| 2004                                                                            | 485 000              | 512 000   | 94.7           | 33         | 20            | 13            | 14 696                   |                      | 26         | 85         | 35         |
| 2013                                                                            | 554 000              | 584 000   | 94.9           | 47         | 29            | 18            | 11 787                   |                      | 18         | 99         | 32         |
| 2016                                                                            | 564 035              | 658 189   | 85.7           | 45         | 30            | 15            | 12 534                   | 1                    | 15         | 93         | 32         |
| 2019                                                                            | 575 530              | 661 529   | 87.0           | 42         | 27            | 15            | 13 703                   | 1                    | 15         | 82         | 28         |
| 2021                                                                            | 587 097              | 674 825   | 87.0           | 38         | 23            | 15            | 15 449                   | 1                    | 15         | 82         | 28         |
| Fuente: Catholic-Hierarchy, que a su vez toma los datos del Anuario Pontificio. |                      |           |                |            |               |               |                          |                      |            |            |            |

## Episcopologio

### Prelados de El Oro
| Escudo | Nombre del titular               | Título adicional                                                                  | Período                  | Fin del cargo (razón)           |
|        | Silvio Luis Haro Alvear †        | administrador apostólico                                                          | 1954-23 de marzo de 1955 | Nombrado obispo de Ibarra       |
|        | Vicente Felicísimo Maya Guzmán † | administrador apostólico (1956-1963) obispo titular de Comana Pontica (1963-1969) | 1956-31 de enero de 1969 | Elevado a obispo de la diócesis |

### Obispos de Machala
| Escudo | Nombre del titular                   | Período                                      | Fin del cargo (razón)                 |
|        | Vicente Felicísimo Maya Guzmán †     | 29 de noviembre de 1963-30 de enero de 1978  | Renunció                              |
|        | Antonio José González Zumárraga †    | 30 de enero de 1978-28 de junio de 1980      | Nombrado arzobispo coadjutor de Quito |
|        | Néstor Rafael Herrera Heredia        | 14 de enero de 1982-22 de febrero de 2010    | Retirado                              |
|        | Luis Antonio Sánchez Armijos, S.D.B. | 22 de febrero de 2010-22 de octubre de 2012  | Renunció                              |
|        | Ángel Polivio Sánchez Loaiza         | 20 de julio de 2013-27 de septiembre de 2022 | Retirado                              |
|        | Vicente Horacio Saeteros Sierra      | Desde el 27 de septiembre de 2022            |                                       |